# الإجهاض في بنين
يعد الإجهاض في بنين قانوني فقط إذا كان الإجهاض سينقذ حياة المرأة. يُسمح لقائمة مختارة من الخبراء بفحص الحمل لتحديد ما إذا كان الخيار الوحيد لإنقاذ حياة المرأة هو إحداث الإجهاض.

## تأثير قوانين الإجهاض الصارمة
تزايدت حالات الإجهاض المستحث ذاتيًا في بنين، خاصة بين طلاب المدارس الثانوية أو الجامعة، ومتوسط عمر لمن أجريت لهم الإجهاض هو 19.